# NGC 7121
NGC 7121 (również PGC 67287) – galaktyka spiralna (Sbc), znajdująca się w gwiazdozbiorze Wodnika. Odkrył ją Édouard Jean-Marie Stephan 3 września 1872 roku.